# Человек со звезды
«Человек со звезды» (англ. Starman) — американский фантастический кинофильм Джона Карпентера, выпущенный в 1984 году под продюсерством Майкла Дугласа. 
Сыгравший главную роль Джефф Бриджес за этот фильм первый раз в своей карьере номинировался на «Золотой глобус», третий раз номинировался на «Оскар», а также впервые выиграл премию «Сатурн».
В 1986 году был выпущен 22-серийный одноимённый телесериал, продолжающий историю фильма, но получившийся куда менее популярным.

## Сюжет
В ответ на послание землян с записью приветствий и другой информацией некая внеземная цивилизация посылает корабль на Землю. Однако военная авиация США, обнаружив неопознанный объект в небе, сбивает его. Одному пришельцу удаётся выжить, и он пробирается в ближайший дом, в котором молодая вдова Дженни горюет о погибшем супруге Скотте. Просмотрев фотоальбом и видеозаписи, а также обнаружив памятную прядь волос Скотта, пришельцу удаётся принять внешность Скотта, полностью скопировав его на генетическом уровне.
Связавшись со своими соплеменниками, пришелец сообщает об аварии, а также узнаёт, что он должен прибыть в некоторое место в течение трёх дней, чтобы успеть вернуться домой, в противном случае он погибнет. Забрав Дженни с собой, он отправляется в путешествие на автомобиле, а за ним снаряжается погоня военных и исследователей.
По пути он попадает в различные курьёзные ситуации из-за незнания языка и обычаев землян, воскрешает убитого оленя и встревает в пару конфликтов. Поначалу Дженни думает, что пришелец её похитил. В конце концов в ней пробуждаются тёплые чувства к инопланетянину в теле мужа. Между ними возникает романтическая связь и, несмотря на бесплодие, Дженни беременеет от него.
Вызволив пару раз пришельца из рук почти уже поймавших его полицейских, Дженни благополучно доставляет пришельца к месту отбытия. Он покидает её, но оставляет свои знания и гены мужа ещё не рождённому мальчику.

## В ролях
- Джефф Бриджес — Человек со звезды
- Карен Аллен — Дженни Хайден
- Чарльз Мартин Смит — Марк Шермин
- Ричард Джекел — Джордж Фокс
- Дирк Блокер — полицейский
- Майк Гейни — полицейский
- Джордж «Бак» Флауэр — повар

## Ремейк
Режиссёр Шон Леви, известный по франшизе «Ночь в музее», а также по фильмам «Живая сталь» и «Дальше живите сами», займется ремейком классической ленты Джона Карпентера «Человек со звезды». Майкл Дуглас, продюсировавший оригинальный фильм, примет участие в работе над новой версией.